# Panzerzug Kabicz
Der Panzerzug Kabicz war ein improvisierter polnischer Panzerzug während des dritten schlesischen Aufstandes von 1921.

## Geschichte
Als am 2. Mai 1921 der dritte schlesische Aufstand begann, setzten die Aufständischen eine größere Anzahl an Panzerzügen ein, darunter auch den Panzerzug Kabicz. Den Namen erhielt der Panzerzug von seinem Kommandanten, dem Oberleutnant Edmund Kabicz.

## Technische Daten

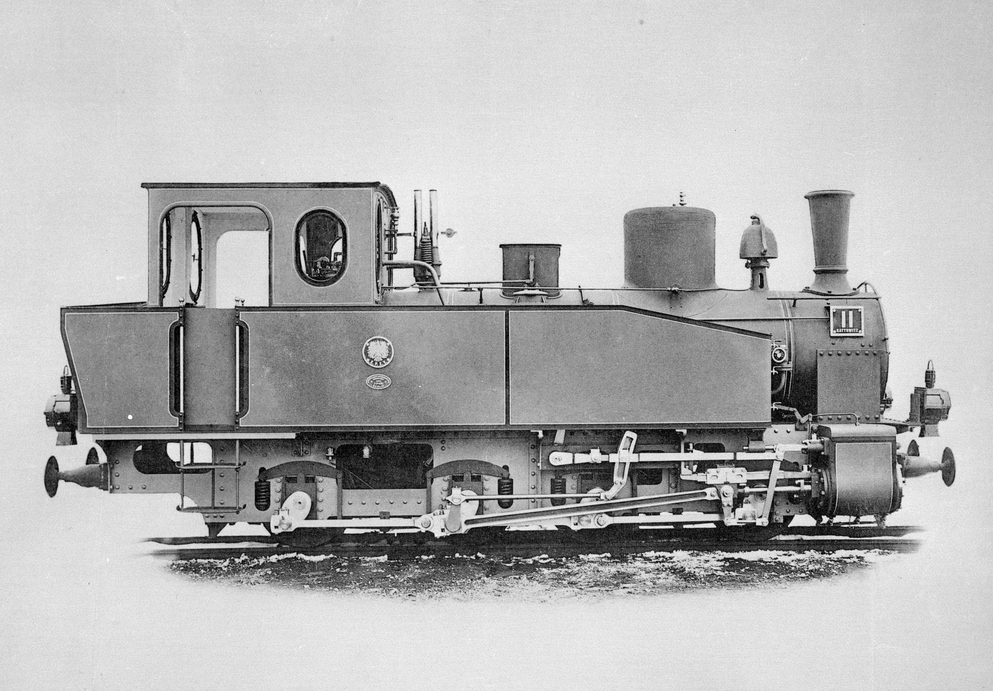
Ungepanzerte Dampflokomotive der Baureihe pr. T 37

Der Panzerzug war ein Schmalspurzug und verfügte nur über zwei Wagen und die gepanzerte Dampflokomotive. Er war der kleinste Panzerzug den polnische Truppen. Die Wagen waren jeweils vor und hinter der Lokomotive angekoppelt.
Die Lokomotive war eine vollgepanzerte Tenderlokomotive der preußischen Baureihe T 37 des Herstellers Orenstein & Koppel. Die Dampflokomotive war auf der Oberschlesischen Schmalspurbahn in der Nähe von Gliwice (deutsch: Gleiwitz) im Einsatz und wurde komplett mit Stahlplatten gepanzert. Sie besaß keinerlei Sichtfenster für den Lokführer. Der einzige Zugang zum Führerstand war mittels zweier kleiner Türen an den Seiten der Lokomotive möglich. Weiterhin war an der Seite der Schriftzug Panc. Kabicz zu finden. Ausgeschrieben stand das für Pancerką Kabicz, was so viel wie Panzer oder in diesem Falle Panzerzug bedeutet.
Die beiden Wagen waren zweiachsige Kohlewagen des Systems Ziehl. Diese bekamen ein Dach und eine Panzerung aus Stahlplatten und wurden zu Maschinengewehrwagen umgebaut. Jeweils vier Maschinengewehre wurden pro Wagen eingesetzt, zwei für jede Seite. Zugang zu den Wagen war nur durch eine Tür an der Stirnseite möglich, welche immer zur Dampflokomotive zeigte. Die Schießscharten der Maschinengewehre konnten durch verschiebbare Stahlplatten verschlossen werden.

## Einsatz
Zum Einsatz kam der Zug rund um Gliwice und dem dortigen Industriewerk in dem vorgegebenen Schmalspurgleisbereich. Er wurde hauptsächlich zur Blockade genutzt. Die Besatzung des Zuges bestand aus Infanteristen des 7. Gleiwitzer Ulanen-Regiments. Der Schmalspurzug wurde kaum in Kämpfe verwickelt. Die deutschen Truppen hatten Respekt vor dem Zug und mieden die Nähe von Gliwice. Mit dem Ende der Aufstände wurde der Panzerzug aufgelöst.

## Zugpersonal
- Zugkommandant Oberleutnant Edmund Kabicz